# Marco Montelatici
Marco Montelatici (* 25. August 1953 in Florenz) ist ein ehemaliger italienischer Leichtathlet, der sich auf das Kugelstoßen spezialisiert hat. Seinen größten Erfolg feierte er mit dem Gewinn der Bronzemedaille bei den Halleneuropameisterschaften 1986 in Madrid. Seine Ehefrau Cinzia Petrucci war ebenfalls als Leichtathletik aktiv.

## Sportliche Laufbahn
Erste internationale Erfahrungen sammelte Marco Montelatici vermutlich im Jahr 1977, als er bei den Halleneuropaeisterschaften in Donostia / San Sebastián mit einer Weite von 18,62 m den neunten Platz belegte. Im Jahr darauf belegte er bei den Halleneuropaeisterschaften in Mailand mit 19,27 m den siebten Platz und verpasste im Sommer bei den Freiluft-Europameisterschaften in Prag mit 18,14 m den Finaleinzug. 1982 belegte er bei den Halleneuropaeisterschaften in Mailand mit 18,99 m den sechsten Platz und im Sommer schied er bei den Europameisterschaften in Athen mit 19,34 m in der Qualifikationsrunde aus. Im Jahr darauf belegte er bei den Mittelmeerspielen in Casablanca mit 18,70 m den vierten Platz und 1984 wurde er bei den Olympischen Sommerspielen in Los Angeles mit 19,98 m im Finale Sechster. Im Jahr darauf belegte er bei den Hallenweltspielen in Paris mit 19,48 m den sechsten Platz, ehe er bei den Halleneuropameisterschaften in Piräus mit 19,64 a auf Rang fünf gelangte. 1986 gewann er bei den Halleneuropaeisterschaften in Madrid mit 20,11 m die Bronzemedaille hinter dem Schweizer Werner Günthör und Sergei Smirnow aus der Sowjetunion. Daraufhin trat er nicht mehr international in Erscheinung.
In den Jahren 1976 und 1977 sowie 1982, 1987 und 1988 wurde Montelatici italienischer Meister im Kugelstoßen im Freien sowie 1973, 1977 und 1978 sowie 1984 und 1986 in der Halle.